# Jens Skrumsager Skau
Jens Skrumsager Skau (født 12. januar 1943, død 24. april 2016) var en dansk landmand og politiker.
Han var medlem af Folketinget fra 10. januar 1984 og indtil 10. december 1990, valgt i Givekredsen og medlem af Venstres Folketingsgruppe. Han var partiets ordfører i perioder for EU-, udenrigs-, finans-, skat-, søfarts- og arbejdsmarkedspolitik.
Jens Skrumsager Skau blev uddannet ved praktisk landbrug i Danmark, Tyskland, Sverige og England og cand.agro. fra Den Kgl. Veterinær- og Landbohøjskole 1971. Efterfølgende blev han ansat i Landbrugsraadet og udstationeret i Bruxelles i forbindelse med Danmmarks optagelse i EF (nu EU) i 1972-73 og igen i perioden 1978-84 som leder af Dansk Landbrugs Kontor i Bruxelles. Han var ansat i Landbrugsraadet indtil 1992, hvorefter han var direktør for Dansk Erhvervsjordbrug 1992-96, udstationeret af Udenrigsministeriet i Estland, Letland og Litauen 1996-2004; ansat i Carl Bro A/S internationale afdeling 2004 – 06, udstationeret i Moldova 2007, designet udviklingsprogrammer i Montenegro Serbien og Kosovo 2008-11.

## Udgivelser
- 1996: Herregårdenes bevarelse. Redaktør
- 2012: Sigurd Kloppenborg Skrumsager. Hans oplevelser og tanker ved øst- og vestfronterne under 1. verdenskrig (1914-18)
- 2013: Hans Diderik Kloppenborg Skrumsager. Hans liv som landmand, familiefar og politiker (1868-1930)